# Ilya Sutskever
Ilya Sutskever FRS (hebr. יליה סוצקבר; ros. Илья Суцкевер) (ur. 8 grudnia 1986 w Niżnym Nowogrodzie) – kanadyjski informatyk pochodzenia rosyjsko-żydowskiego specjalizujący się w dziedzinie zaawansowanego uczenia maszynowego, znajdujący się w gronie naukowców – założycieli OpenAI. Do czasu swojej rezygnacji Naczelny Naukowiec (Chief Scientist) w OpenAI.

## Życiorys

### Dzieciństwo
Urodził się w rodzinie żydowskiej, w Niżnym Nowogrodzie w Związku Radzieckim (ówcześnie miasto nosiło nazwę Gorky). W wieku pięciu lat towarzyszył swojemu ojcu inżynierowi na wystawie – urzekła go wówczas technologia. Wraz z rodziną, w młodości, wyemigrował do Izraela. Okres wczesnej edukacji spędził w Jerozolimie.

### Edukacja
Kształcił się na Open University of Israel w latach 2000–2002, po czym przeniósł się z rodziną do Kanady. Podjął studia na University of Toronto, gdzie uzyskał tytuł licencjata (2005) z matematyki oraz tytuł magistra. W 2013 napisał pracę doktorską „Training Recurrent Neural Networks”, pod kierunkiem Geoffreya Hintona i po jej obronie uzyskał stopień doktora w zakresie informatyki.
Po ukończeniu studiów w Toronto spędził dwa miesiące na studiach podyplomowych na Uniwersytecie Stanforda, następnie pracował w firmie badawczej Hinton DNNResearch w Toronto.

### Kariera
Od marca 2013 znalazł zatrudnienie jako naukowiec w Google Brain, gdzie współpracował z Oriol Vinyals i Quoc Viet Le nad stworzeniem algorytmu uczenia się sekwencyjnego.
Pod koniec 2015 roku odszedł z Google, by objąć stanowisko dyrektora w nowo powstałym OpenAI. W OpenAI odegrał kluczową rolę przy opracowaniu dużych modeli językowych GPT i modelu zamiany tekstów na obrazy.
Specjalizuje się w kreowaniu rozwoju sztucznej inteligencji, uczenia maszynowego, w tym uczenia głębokiego i sieci neuronowych. Jest uczestnikiem pionierskich badań na drodze do AGI.

## Nagrody i wyróżnienia
- 2015 – wyróżniony w MIT Technology Review’s, wśród „35 Innovators Under 35", w kategorii Wizjonerzy[12],
- 2022 – wyróżniony członkostwem w Fellow of the Royal Society, uzyskując uprawnienia do używania post-imiennych liter FRS[13], podkreślających honorowy charakter nominacji.